# نادي نورثن نومادز
نادي نورثن نومادز هو نادي كرة قدم بريطاني أٌسس عام 1862.